# Bizovac
Bizovac je općina u Hrvatskoj. Smještena je u Osječko-baranjskoj županiji.

## Zemljopis
- Površina: 85,65 km2
- Poljoprivredne površine: 6385 ha
- Šumske površine: 1451 ha

Bizovac je smješten 18 kilometara zapadno od Osijeka, a devet kilometara južno od Valpova na podravskom cestovno-željezničkom prometnom pravcu Zagreb – Našice – Osijek te je povezan s međunarodnim prometnim pravcima prema Srednjoj Europi i interregionalnim prometnim pravcima prema zapadu Republike Hrvatske, kroz susjednu BiH dalje prema Jadranu i istoku.

## Općinska naselja
- Bizovac
- Brođanci
- Cerovac
- Cret Bizovački
- Habjanovci
- Novaki Bizovački
- Samatovci
- Selci

## Stanovništvo
- Broj stanovnika (popis 2001.): 4979
- Broj kućanstava: 1664

Po popisu stanovništva iz 2001. godine, općina Bizovac imala je 4979 stanovnika, raspoređenih u 8 naselja:
- Bizovac – 2274
- Brođanci – 633
- Cerovac – 34
- Cret Bizovački – 646
- Habjanovci – 544
- Novaki Bizovački – 211
- Samatovci – 616
- Selci – 21

### Nacionalni sastav (2001.)
- Hrvati – 4853 (97,47)
- Srbi – 62 (1,25)
- Mađari – 9 (0,18)
- Slovaci – 8 (0,16)
- Bošnjaci – 6 (0,12)
- Nijemci – 4
- Slovenci – 3
- Crnogorci – 2
- Austrijanci – 1
- Rumunji – 1
- ostali – 1
- neopredijeljeni – 26 (0,52)
- nepoznato – 3

| broj stanovnika | 3213  | 3441  | 3493  | 3758  | 4154  | 4412  | 4189  | 4606  | 5102  | 5435  | 5794  | 5141  | 5159  | 5073  | 4979  | 4507  | 3733  |
|                 | 1857. | 1869. | 1880. | 1890. | 1900. | 1910. | 1921. | 1931. | 1948. | 1953. | 1961. | 1971. | 1981. | 1991. | 2001. | 2011. | 2021. |

| broj stanovnika | 1162  | 1229  | 1072  | 1096  | 1219  | 1301  | 1243  | 1343  | 1561  | 1667  | 1942  | 1957  | 2162  | 2235  | 2274  | 2043  | 1713  |
|                 | 1857. | 1869. | 1880. | 1890. | 1900. | 1910. | 1921. | 1931. | 1948. | 1953. | 1961. | 1971. | 1981. | 1991. | 2001. | 2011. | 2021. |

## Uprava
- Načelnik: Srećko Vuković
- Predsjednik Općinskog vijeća: Milan Kranjčević

## Povijest
U pisanim dokumentima spominje se da je 1333. godine Bizovac zajedno s Ladimirevcima u ovom drugom[kojem drugom?] selu imao zajedničku crkvu posvečenu sv. Kuzmi i Damjanu. Srednjovjekovni naziv mjesta bio je Byezafalva u gospoštiji Karaševo i vlasništvo viteškog reda sv. Ivana Jeruzalemskog. Popis Požeškog sanđaka iz 1579. godine donosi zapis o selu Bisofzy s 8 kuća, koje je u vrijeme osmanske vlasti pripadalo kadiluku Osijek i nahiji Karas. Od 1721. godine Bizovac je u posjedu valpovačkog vlastelinstva s 23 domaćinstva. U jednoj staroj crkvenoj listini stoji da se naseljavanje Bizovca na mjestu gdje se danas nalazi izvršilo u razdoblju između 1752. i 1755. godine prisilnim preseljenjem stanovništva s okolnih salaša, koji su se nalazili na mjestima istoimenih njiva današnjeg bizovačkog atara. U popisu stanovništva Bizovca s početka 1737. godine nalazimo starosjedilačka prezimena, koja su se održala do današnjih dana: Bošnjak, Domanovac, Erić, Grlica, Glavaš, Glavašić, Kolarić, Mihaljević, Škarić, Sršić, Sudar i Vuković. 
Tijekom 20. stoljeća na prostor Bizovca doseljavali su se ljudi iz nekad siromašnijih krajeva: Like, Dalmacije, BiH i Hrvatskog zagorja u potrazi "trbuhom za kruhom" i plodnom slavonskom zemljom, Dolazeći na ove prostore sa sobom su donosili i folklor i običaje svoga kraja, stvarajući tako zajedno sa starosjediocima, neprocjenjivo multikulturno blago bizovačkog kraja. Između ostalih, do danas žive na ovom prostoru obitelji s prezimenima: Nikšić, Majetić, Bobinac, Rukavina, Lovrinčević, Andabak, Baković, Vrdoljak, Kardum, Jazvo, Jureta, Kordić, Šincek, Čutek i dr. 
Župna crkva sv. Mateja apostola i evanđeliste izgrađena je 1802. godine u skromnom barokno-klasicističkom stilu. Crkveni god slavi se 21. rujna. U samom središtu Bizovca nalazi se dvorac valpovačke grofovske obitelji Normann-Prandau, građen u prvoj polovici 19. stoljeća za potrebe činovnika i uprave vlastelinstva, a nakon udaje barunice Marijane Prandau za grofa Konstantina Normanna preuređen je za stanovanje i u gotovo takvom obliku sačuvao se do današnjih dana. Kraljevski poštanski ured otvoren je 1809. godine, prvi mlin izgrađen je 1890. godine, a drugi 1910. godine. Škola u Bizovcu je osnovana 1849. godine. 
Nogometni klub i vatrogasno društvo djeluju od 1926., a 1935. godine osnovan je ogranak Seljačke sloge. Već gotovo četiri desetljeća u mjestu djeluje folklorno društvo, koje njeguje izvornu tradicijsku baštinu bizovačkog zavičaja i s jedinstvenom, prepoznatljivom i osebujnom ženskom narodnom nošnjom pronosi ime Bizovca nastupajući na folklornim priredbama u zemlji i inozemstvu. 
Tijekom Domovinskog rata, 7. studenog 1991. zrakoplovi JNA su, bez ikakva povoda, oko podneva raketirali Bizovac, točnije Bizovačke toplice, robnu kuću u središtu mjesta i više obiteljskih kuća u Kolodvorskoj ulici. U ovom terorističkom napadu, za koji do danas nitko nije odgovarao, poginulo je 9, a ranjeno 24 mještana. Među poginulima bio je i jedanaestogodišnji dječak.
Zbog blizine grada Osijeka, odlične prometne povezanosti, razvijenog obrta, plodne obradive zemlje, trgovine i turističkih potencijala nakon otkrića ljekovite vode Bizovac postaje privlačan za život mnogima.

## Gospodarstvo
- Bizovačke toplice – lječilišni i turistički kompleks
- Zona malog gospodarstva – Sajmište

## Poznate osobe
- Stjepan Glavaš, kemičar
- Bratoljub Klaić, jezikoslovac, kroatist i prevoditelj
- Antun Ulrich, galerist

## Spomenici i znamenitosti
- Kurija Pradanu-Normann
- Župna crkva Sv. Mateja
- Bizovačke toplice – izvori Panonskog mora

## Obrazovanje
- Dječji vrtić Maslačak
- Osnovna škola "Bratoljub Klaić"
- Dobrovoljno vatrogasno društvo Bizovac

## Kultura
U mjestu dejuluje kulturno-umjetničko društvo "Bizovac", koje nastavlja tradiciju starijeg matičnog društva "Seljačka sloga" osnovanog 1968. godine.

## Šport
- NK BSK Termia Bizovac

## Vanjske poveznice
- Službena stranica Općine Bizovac
- Turistička zajednica Općine Bizovac